# Pseudogyrtona confusa
Pseudogyrtona confusa là một loài bướm đêm trong họ Noctuidae.